# 張國煒
張 國煒（チャン・クォウェイ、ちょう こくい、1970年9月6日 - ）は、台湾の起業家、実業家、パイロット。エバーグリーン・グループ（長榮集團）創業者張榮發（1927年 - 2016年）の四男（後妻の第一子）で2013年以降にエバー航空やグループ内各社で董事長、グループ副総裁を務めたが、父の死後は後継者争いに巻き込まれる形でグループを追われ、自ら星宇航空（スターラックス・エアラインズ）を創業した。愛称はK董（K董事長）、小K、KW チャンなど。

## 経歴

### 学歴
- 私立東山高級中学[6]
- 淡水工商管理専科学校国際貿易科（現・私立真理大学国際貿易学系）卒業[7]
- 米国南カリフォルニア大学経済学学士[8]
- 米国カリフォルニア州立大学ロングビーチ校経済学碩士（修士に相当）[9][10]

### 職歴

#### エバーグリーン・グループ
1996年にエバー航空（以下、特に断りがなければエバー航空をエバーと表記する）地上職として手荷物取扱実務に従事して以降、現場職から要職まで多数の部門を経験している。
1998年に総合職へ異動。主席副総経理を経て、2005年にはエバー航空総経理（CEO）に抜擢されるが、家庭問題により1年で辞任。
無給で在籍したまま米国に留学後、2009年に帰国。エバー整備部門の長栄航太科技協理、副総経理（2010年1月）、兼任でエバー航空企画本部協理（2009年6月-）
2010年にはボーイング777-300ER（B777）の副操縦士訓練修了とともに同機の整備士資格も取得。同年エバー副総経理に再昇格。
2011年よりエバー総経理、2012年11月にB777機長資格を取得。
2013年1月にエバー董事長就任。同時に民用航空局の機長試験に合格し、台湾で唯一のパイロット資格をもつエアライン経営幹部となった。自らが定期便の機長や新機材受領後の自国へのフェリー・フライトを行う。
2014年9月1日、エバーグリーングループ副総裁に就任。
2016年2月18日、前月に逝去した父の遺言状を公開し、グループ総裁に就任することを宣言した。しかし異母兄弟との確執により、2月22日にグループ総裁を解任され、管理総部の部署も廃止されるなど文字通りの三日天下となった。
2016年3月11日、国際線機長として乗務中の不在時にグループにより董事長の職位も剥奪された。このときはシンガポールから台北への任務が予定されていたが、安全上の理由から、エバー上層部により乗客として帰国させられた。同時期に長栄海運董事、栄運董事の座も失った。（#家族の節も参照）

#### 星宇航空

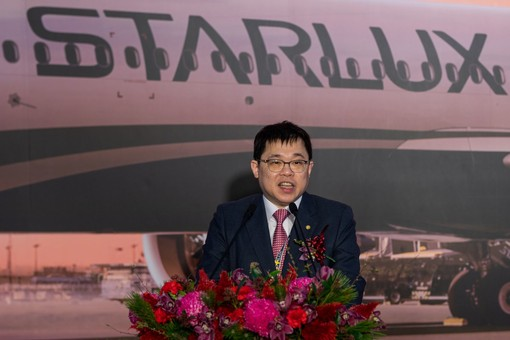
星宇航空初便就航時（2020年1月23日）

2016年11月30日、張國煒は出資者を募って法人「星宇航空」を設立を大々的に発表。この時点では航空会社としての資格を有しておらず、投資業という形態だった。しかしその2日後には台中市の旅行業者である松霖旅行社が先行して商標登録申請を当局に行ったため、同業種の星宇航空側の使用時に障害となった。使用権を巡って両者の争いは続いたが、智慧財産法院は「國煒の動向は常に世間の注目を浴びているため、國煒が星宇の名称を公表した段階での報道で既に広告効果が表れており、登録が後だったとしても消費者の認知度は問題ない」として、第一審で業者側の主張を退け國煒の勝利となった。

#### 國煒法案
2017年、10機体制での始動を示唆するなど航空会社設立の動きを具体化させる。
従来は外部からの新規参入に際して国際運輸/貿易業務の運営5年以上や年刊売上高60億台湾ドルなどを規定していた「民用航空運輸業管理規則」について、御曹司である國煒の資産やエバーの董事長かつパイロットだった経歴など、法人であること以外の個人の資質は障害とはならなかったため、交通部が条文改正に踏み切り星宇の新規参入を事実上認めることになった。そのため修正法案は「國煒條款」とも呼ばれる。

#### 設立後
2018年、投資業星宇航空が交通部法案改正施行後に正式に航空会社として成立する。
『王子の復讐』と台湾の各メディアは書きたてたが、本人は「もはやプリンスではなくキングになった」と述べ、一族への復讐よりも自身の飛行機および空への愛が動機としている。
2018年8月時点で従業員約200人中3割以上はエバー出身者で占められ、國煒がエバー総経理だった2000年代からの腹心で、2010年代の董事長就任時には総経理に抜擢していた鄭傳義は2016年3月にエバー退社後は約2年弱を財団法人中華航空事業発展基金会で董事として在籍していたが、星宇の正式発足に合わせて総経理として呼び戻すことに成功、再びタッグを組むことになった。また、グループのスポークスパーソンだった聶國維、エバー企画室副総経理だった翟健華など國煒の戦友ともいえるベテラン幹部が含まれており、かつての部下からは慕われていたことが窺える。だが鄭は2018年末に病で逝去し、少なくない衝撃を國煒に与えている。
2020年1月23日に決定した運行初日に自身が操縦するマカオ便を急遽JX205/206からJX203/204に変更した。これに伴い國煒と同乗することを目当てに航空券を購入していた当該便旅客に対し無手数料での払戻に応じる異例の対応をみせた。そして父の命日でもある1月20日に自社サイトでプロモーションビデオを掲載、スタッフロールとして全従業員と自身の氏名を流した最後に「特別感謝 張榮發先生」と付け加えて父への感謝を表しただけではなく、運航当日にはFacebookで「爸，我的新公司今天開航啊，你有高興嗎，我們會加油啦，你放心，不會給你漏氣（台語發音）（父さん、新会社が今日運航を始めました。幸せですか？我々はあなたが安心できるように、あなたを落胆させないように頑張ります。）」と投稿し反響を呼んだ。
2022年10月には星宇が運用する機材として調達していた新機種エアバスA350 XWBの操縦士資格も取得している。

### 栄典
- 真理大学第七屆傑出校友[7]
- 2021年1月26日、フランス政府は國煒にレジオンドヌール勲章（シュヴァリエ）を授章した。2002年に同章（オフィシエ）を受章していた父・榮發とともに親子2代での受章となった[42][43]。フランス在台湾協会（中国語版）主任（大使に相当）のジャン・フランソワ・カサボンヌ・メゾナーヴ（Jean-François Casabonne-Masonnave）は「彼は熱烈な起業家であるだけでなく、エバー航空時代からエアバスを調達するなど、アジア太平洋市場ではフランス航空産業界にとっての友人であり立役者だった」とコメントしている[44]。

## 家族
2000年にエバー航空乗務員と結婚するも2005年に離婚。翌年には子会社のユニー航空乗務員と再婚し2子をもうけると、初婚時には冷え切った父との関係も改善に向かった。
父の逝去に伴って、遺言状に従いグループ総裁に就任したが、一族内での持ち株比率が低かったため、結束した他の義兄弟により解任された。表内の数字は榮發逝去時のエバー航空および長栄海運保有株の比率を示す（背景色グレーは故人）。董事長を解任後、実子が学校の同級生から『パパは失業したのか？』と問われたという。
2020年3月16日、台北地方法院は四男の國煒に全財産（約240億ニュー台湾ドル相当）を分与するとしていた父・榮發の遺言状の効力を部分的に有効と認定した。民法上の「特留分（遺留分）」が適用されたため、まず半額を國煒が、残り半分を親族（後妻で國煒の実母と故人の長女を含む）で6等分に分与されることとなった。これにより國煒は全資産の12分の7、58.3%に相当する約140億ニュー台湾ドルの遺産を相続することになる。2020年10月義兄側はこの判決を不服として控訴手続きを執った。
|                               |                               |                               |                               |                               |                               |  |  |                               |                               |                               |                               |                               |                               |                                          |                                          | 義母（先妻）                             | 義母（先妻）                             | 義母（先妻）                             | 義母（先妻）                             | 義母（先妻）                                            | 義母（先妻）                                            |                                                         |                                                         |                                                         |                                                         |  |  | （父） 張榮發 長榮集團初代総裁 創業者 （海運6%、航空2.92%） | （父） 張榮發 長榮集團初代総裁 創業者 （海運6%、航空2.92%） | （父） 張榮發 長榮集團初代総裁 創業者 （海運6%、航空2.92%） | （父） 張榮發 長榮集團初代総裁 創業者 （海運6%、航空2.92%） | （父） 張榮發 長榮集團初代総裁 創業者 （海運6%、航空2.92%） | （父） 張榮發 長榮集團初代総裁 創業者 （海運6%、航空2.92%） |     |     |                                                                                                |                                                                                                |                                                                                                |                                                                                                | 母（後妻）                                                                                     | 母（後妻）                                                                                     | 母（後妻） | 母（後妻） | 母（後妻）                | 母（後妻）                |                           |                           |                           |                           |  |  |  |  |  |  |  |  |  |  |
|                               |                               |                               |                               |                               |                               |  |  |                               |                               |                               |                               |                               |                               |                                          |                                          | 義母（先妻）                             | 義母（先妻）                             | 義母（先妻）                             | 義母（先妻）                             | 義母（先妻）                                            | 義母（先妻）                                            |                                                         |                                                         |                                                         |                                                         |  |  | （父） 張榮發 長榮集團初代総裁 創業者 （海運6%、航空2.92%） | （父） 張榮發 長榮集團初代総裁 創業者 （海運6%、航空2.92%） | （父） 張榮發 長榮集團初代総裁 創業者 （海運6%、航空2.92%） | （父） 張榮發 長榮集團初代総裁 創業者 （海運6%、航空2.92%） | （父） 張榮發 長榮集團初代総裁 創業者 （海運6%、航空2.92%） | （父） 張榮發 長榮集團初代総裁 創業者 （海運6%、航空2.92%） |     |     |                                                                                                |                                                                                                |                                                                                                |                                                                                                | 母（後妻）                                                                                     | 母（後妻）                                                                                     | 母（後妻） | 母（後妻） | 母（後妻）                | 母（後妻）                |                           |                           |                           |                           |  |  |  |  |  |  |  |  |  |  |
|                               |                               |                               |                               |                               |                               |  |  |                               |                               |                               |                               |                               |                               |                                          |                                          |                                          |                                          |                                          |                                          |                                                         |                                                         |                                                         |                                                         |                                                         |                                                         |  |  |                                                             |                                                             |                                                             |                                                             |                                                             |                                                             |     |     |                                                                                                |                                                                                                |                                                                                                |                                                                                                |                                                                                                |                                                                                                |            |            |                           |                           |                           |                           |                           |                           |  |  |  |  |  |  |  |  |  |  |
|                               |                               |                               |                               |                               |                               |  |  |                               |                               |                               |                               |                               |                               |                                          |                                          |                                          |                                          |                                          |                                          |                                                         |                                                         |                                                         |                                                         |                                                         |                                                         |  |  |                                                             |                                                             |                                                             |                                                             |                                                             |                                                             |     |     |                                                                                                |                                                                                                |                                                                                                |                                                                                                |                                                                                                |                                                                                                |            |            |                           |                           |                           |                           |                           |                           |  |  |  |  |  |  |  |  |  |  |
| （長女） 張淑華 （海運2.11%） | （長女） 張淑華 （海運2.11%） | （長女） 張淑華 （海運2.11%） | （長女） 張淑華 （海運2.11%） | （長女） 張淑華 （海運2.11%） | （長女） 張淑華 （海運2.11%） |  |  | （長男） 張國華 （海運7.75%） | （長男） 張國華 （海運7.75%） | （長男） 張國華 （海運7.75%） | （長男） 張國華 （海運7.75%） | （長男） 張國華 （海運7.75%） | （長男） 張國華 （海運7.75%） | （次男） 張國明 （海運3.17%、航空1.24%） | （次男） 張國明 （海運3.17%、航空1.24%） | （次男） 張國明 （海運3.17%、航空1.24%） | （次男） 張國明 （海運3.17%、航空1.24%） | （次男） 張國明 （海運3.17%、航空1.24%） | （次男） 張國明 （海運3.17%、航空1.24%） | （三男） 張國政 エバー航空董事 （海運4.23%、航空1.94%） | （三男） 張國政 エバー航空董事 （海運4.23%、航空1.94%） | （三男） 張國政 エバー航空董事 （海運4.23%、航空1.94%） | （三男） 張國政 エバー航空董事 （海運4.23%、航空1.94%） | （三男） 張國政 エバー航空董事 （海運4.23%、航空1.94%） | （三男） 張國政 エバー航空董事 （海運4.23%、航空1.94%） |  |  | 先妻 （エバー航空乗務員）                                   | 先妻 （エバー航空乗務員）                                   | 先妻 （エバー航空乗務員）                                   | 先妻 （エバー航空乗務員）                                   | 先妻 （エバー航空乗務員）                                   | 先妻 （エバー航空乗務員）                                   |     |     | 張國煒 董事長（2013-16）、 副総裁（2014-16）、 星宇航空創業者（2018-） （海運0.01%、航空0.3%） | 張國煒 董事長（2013-16）、 副総裁（2014-16）、 星宇航空創業者（2018-） （海運0.01%、航空0.3%） | 張國煒 董事長（2013-16）、 副総裁（2014-16）、 星宇航空創業者（2018-） （海運0.01%、航空0.3%） | 張國煒 董事長（2013-16）、 副総裁（2014-16）、 星宇航空創業者（2018-） （海運0.01%、航空0.3%） | 張國煒 董事長（2013-16）、 副総裁（2014-16）、 星宇航空創業者（2018-） （海運0.01%、航空0.3%） | 張國煒 董事長（2013-16）、 副総裁（2014-16）、 星宇航空創業者（2018-） （海運0.01%、航空0.3%） |            |            | 後妻 （ユニー航空乗務員） | 後妻 （ユニー航空乗務員） | 後妻 （ユニー航空乗務員） | 後妻 （ユニー航空乗務員） | 後妻 （ユニー航空乗務員） | 後妻 （ユニー航空乗務員） |  |  |  |  |  |  |  |  |  |  |
| （長女） 張淑華 （海運2.11%） | （長女） 張淑華 （海運2.11%） | （長女） 張淑華 （海運2.11%） | （長女） 張淑華 （海運2.11%） | （長女） 張淑華 （海運2.11%） | （長女） 張淑華 （海運2.11%） |  |  | （長男） 張國華 （海運7.75%） | （長男） 張國華 （海運7.75%） | （長男） 張國華 （海運7.75%） | （長男） 張國華 （海運7.75%） | （長男） 張國華 （海運7.75%） | （長男） 張國華 （海運7.75%） | （次男） 張國明 （海運3.17%、航空1.24%） | （次男） 張國明 （海運3.17%、航空1.24%） | （次男） 張國明 （海運3.17%、航空1.24%） | （次男） 張國明 （海運3.17%、航空1.24%） | （次男） 張國明 （海運3.17%、航空1.24%） | （次男） 張國明 （海運3.17%、航空1.24%） | （三男） 張國政 エバー航空董事 （海運4.23%、航空1.94%） | （三男） 張國政 エバー航空董事 （海運4.23%、航空1.94%） | （三男） 張國政 エバー航空董事 （海運4.23%、航空1.94%） | （三男） 張國政 エバー航空董事 （海運4.23%、航空1.94%） | （三男） 張國政 エバー航空董事 （海運4.23%、航空1.94%） | （三男） 張國政 エバー航空董事 （海運4.23%、航空1.94%） |  |  | 先妻 （エバー航空乗務員）                                   | 先妻 （エバー航空乗務員）                                   | 先妻 （エバー航空乗務員）                                   | 先妻 （エバー航空乗務員）                                   | 先妻 （エバー航空乗務員）                                   | 先妻 （エバー航空乗務員）                                   |     |     | 張國煒 董事長（2013-16）、 副総裁（2014-16）、 星宇航空創業者（2018-） （海運0.01%、航空0.3%） | 張國煒 董事長（2013-16）、 副総裁（2014-16）、 星宇航空創業者（2018-） （海運0.01%、航空0.3%） | 張國煒 董事長（2013-16）、 副総裁（2014-16）、 星宇航空創業者（2018-） （海運0.01%、航空0.3%） | 張國煒 董事長（2013-16）、 副総裁（2014-16）、 星宇航空創業者（2018-） （海運0.01%、航空0.3%） | 張國煒 董事長（2013-16）、 副総裁（2014-16）、 星宇航空創業者（2018-） （海運0.01%、航空0.3%） | 張國煒 董事長（2013-16）、 副総裁（2014-16）、 星宇航空創業者（2018-） （海運0.01%、航空0.3%） |            |            | 後妻 （ユニー航空乗務員） | 後妻 （ユニー航空乗務員） | 後妻 （ユニー航空乗務員） | 後妻 （ユニー航空乗務員） | 後妻 （ユニー航空乗務員） | 後妻 （ユニー航空乗務員） |  |  |  |  |  |  |  |  |  |  |
|                               |                               |                               |                               |                               |                               |  |  |                               |                               |                               |                               |                               |                               |                                          |                                          |                                          |                                          |                                          |                                          |                                                         |                                                         |                                                         |                                                         |                                                         |                                                         |  |  |                                                             |                                                             |                                                             |                                                             |                                                             |                                                             |     |     |                                                                                                |                                                                                                |                                                                                                |                                                                                                |                                                                                                |                                                                                                |            |            |                           |                           |                           |                           |                           |                           |  |  |  |  |  |  |  |  |  |  |
|                               |                               |                               |                               |                               |                               |  |  |                               |                               |                               |                               |                               |                               |                                          |                                          |                                          |                                          |                                          |                                          |                                                         |                                                         |                                                         |                                                         |                                                         |                                                         |  |  |                                                             |                                                             |                                                             |                                                             |                                                             |                                                             |     |     |                                                                                                |                                                                                                |                                                                                                |                                                                                                |                                                                                                |                                                                                                |            |            |                           |                           |                           |                           |                           |                           |  |  |  |  |  |  |  |  |  |  |
|                               |                               |                               |                               |                               |                               |  |  |                               |                               |                               |                               |                               |                               |                                          |                                          |                                          |                                          |                                          |                                          |                                                         |                                                         |                                                         |                                                         |                                                         |                                                         |  |  |                                                             |                                                             |                                                             |                                                             |                                                             |                                                             | 子1 | 子1 | 子1                                                                                            | 子1                                                                                            | 子1                                                                                            | 子1                                                                                            |                                                                                                |                                                                                                |            |            | 子2                       | 子2                       | 子2                       | 子2                       | 子2                       | 子2                       |  |  |  |  |  |  |  |  |  |  |

### 一族内での影響力
グループから追放された形ではあるが、星宇設立後もグループへの影響力が消えたわけではなく、2022年2月にエバー航空の株主の1つである長栄国際公司で定数7の董事会改選が行われた際は、國煒の母（榮發の後妻）が影響力を行使した。
長栄国際の株主構成のうち、榮發前妻の三子が各18%の計54%を握っていたが、残りは長男派が最大株主である張榮發（文教）基金會（28.86%）を抑え合わせて46.8%、次男・三男が張榮發（慈善）基金會（5%）を抑え41%となり、榮發個人が生前に保有し、分与先が確定していない5.6%分を除けば、7.14%を保有していた後妻の票が趨勢を左右する鍵となっていた。後妻が次男・三男連合を支援したことで長男派は弟派を下回る議席しか得られなかった。國煒の友人は「後妻は國煒が星宇航空設立後、長らく董事会で中立を保っていたが、アフターコロナにおいてエバーと星宇の連携も視野に入れたのではないか」と述べているほか、生前の榮發の腹心で、長男サイドにつく長栄国際董事長の柯麗卿をかねてより敵視していた國煒ら弟サイドの連合ともいわれている。
また、同時期に長引くコロナ禍による財務問題を打開するために星宇は国内離島路線進出が囁かれた。業界筋では、グランドスタッフを自社で調達する必要性とそのコスト、星宇の機材構成ではこの路線に不向きであることがデメリットとして挙げられている。しかし、エバー航空傘下であるユニー航空の大株主は「政変」が起きた長栄国際（23.48%）と、國煒が個人所有するイギリス領ヴァージン諸島の投資会社（19.9%）であるため、國煒は既に実質的なユニーのオーナーだという見方もある。
2022年4月14日、ユニー航空の臨時董事会（役員会）で國煒の董事長就任が決定し、即日発効した。國煒は星宇との合併についてその意思はないと表明している。その後9月27日にユニー航空董事長を辞任したためグループへの出戻りは半年足らずとなった。

## エピソード

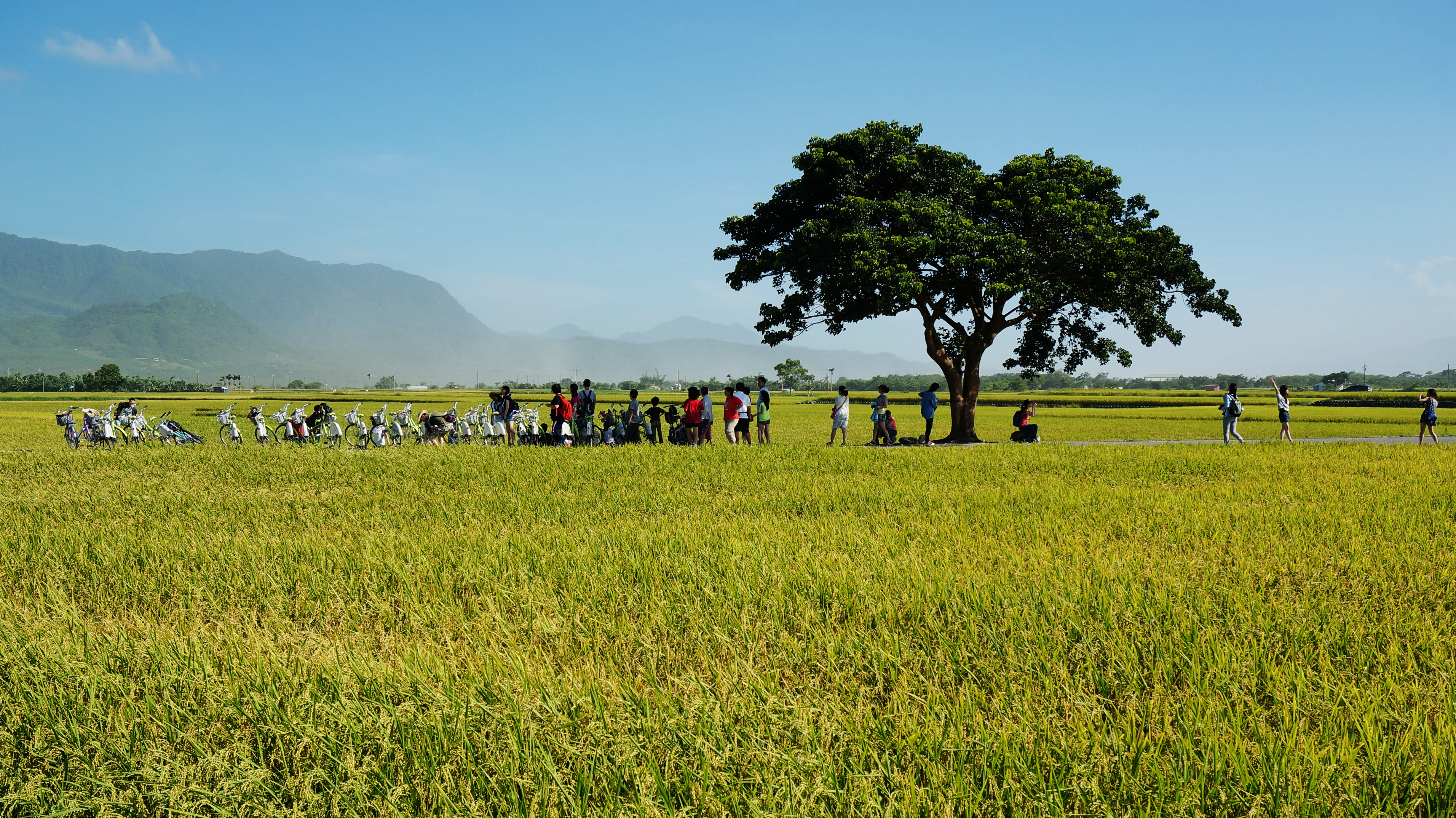
エバー航空CMの舞台となった金城武の樹（台東県）

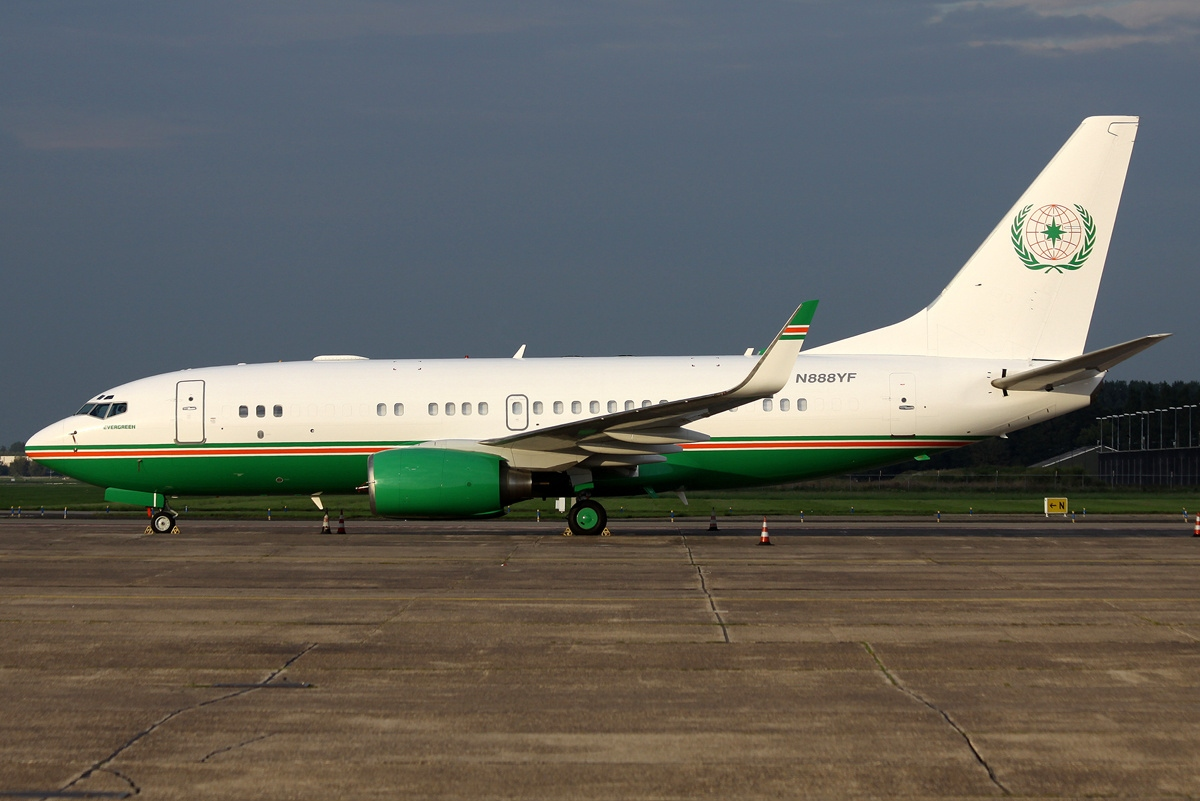
父から継承したプライベート機のボーイング737-7BC BBJ N888YF（売却済）

エバー董事長時代のインタビューでは広告はコストではなく必要経費という考えを述べ、削減対象ではなく投資対象として捉えていることを窺わせた。エバー御曹司という立場上、政財界の人脈は幅広く、世界金融危機後に戻った同社では腹心に据えた鄭傳義とのタッグにより大胆なマーケティングを展開、業績回復を担った。
2013年6月、エバー航空がスター・アライアンス加盟を果たした際にグローバル化の訴求のために国際的な知名度がある俳優の金城武をイメージキャラクターに起用し、CM「I See You」で舞台となった台東県池上郷の金城武の樹は屈指の観光地として脚光を浴びるようになった。また、ニューヨークのタイムズスクエア巨大ビジョンでこのCMを流した。
2014年に世界規模で流行したアイス・バケツ・チャレンジにも参加、後続に金城、ボーイングCEOだったレイモンド・コナー、民用航空局局長だった沈啓を指名、自身は1万USドルを寄付している。
パイロットのライセンス（エバー時代はボーイング777）だけではなく、整備士の資格も保有し、機長として乗務する前に自ら点検をすることもある。その後、2019年7月にエアバスA321Neoの操縦士免許を取得したことで、星宇航空でも自ら機長となる意思が明確となった。
2016年5月、東山高中時代の同級生が校長を務める新北市板橋区の文聖国民小学に設置される情報教室用備品としてエバー機材の座席、フライト・シミュレーター、窓枠などを寄贈した。
エバー退任時は「煒粉」と呼ばれるファンたちがFacebookで「國煒が董事長に復帰するまでエバーには乗らない」と宣言するグループを結成したり、國煒が創業すると非公式のコミュニティ「星宇航空StarLux後援會」を結成するなど、退任後も御曹司の一挙一動に注目が集まっている。
2016年11月トランスアジア航空（復興航空）が破綻した際は同社董事会では救世主として國煒の名も挙げられていた。
2018年、父から受け継いだプライベート・ジェット機（B737-7BC N888YF）を香港の俳優ジャッキー・チェンに売却した。
星宇設立時の短距離路線用機材として当初はボーイング737MAX（B737）も検討していたが、結局A321を選択した（後述）。その後のB737MAXの不具合による事故とそれに伴う各社の運航停止を目の当たりにし、自社への悪影響を回避したことで、「自分の選択眼が神懸っていた」とコメントしている。
星宇の初号機となる機体番号B-58201のA321 Neoは國煒自ら操縦し、ドイツから約50時間かけて2019年10月28日に台湾桃園国際空港にフェリーフライトが到着。多くの航空ファンが空港周辺に出没しただけではなく、管制官が「Welcome Home.」と交信したり、ドイツ出発前には國煒が機体番号の場所にキスをするパフォーマンスを披露するなど、派手なショーと化した。

### サンリオ

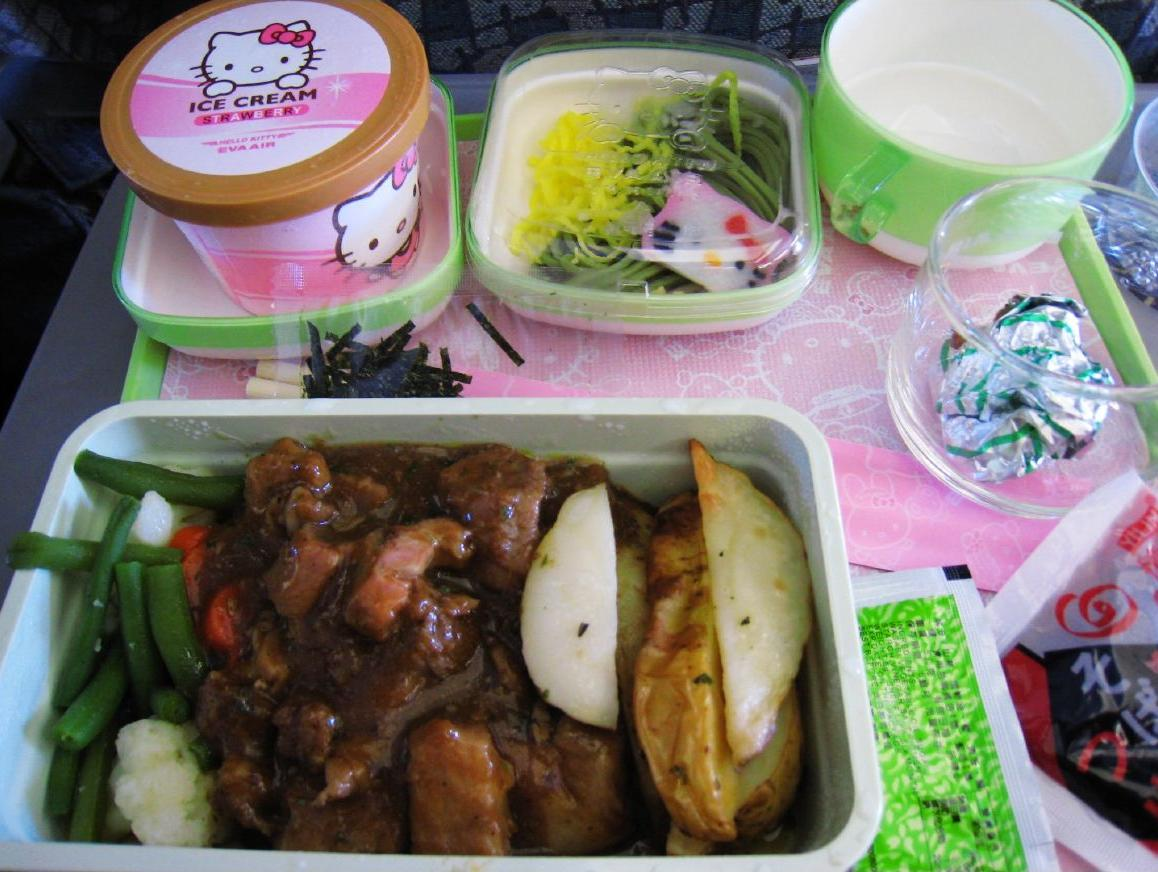
キティジェットの機内食

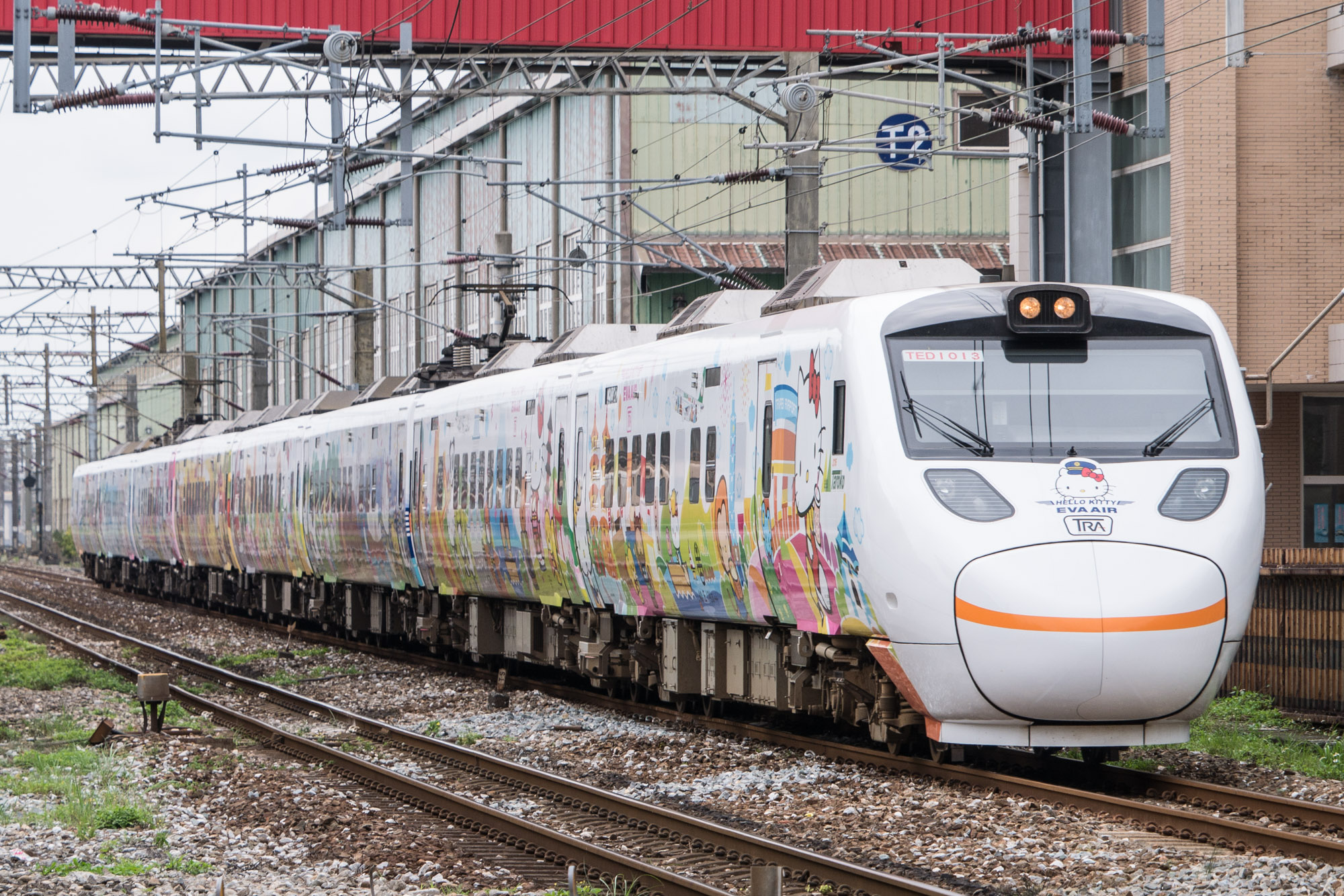
キティ太魯閣号

2005年、日本のサンリオがエバー航空に自社グッズの機内販売を打診してきた。総経理（CEO）だった國煒は販売にとどまらず多様なマーケティングを構想した。
それは機体ラッピング、機内インテリア、搭乗券に至るまでハローキティで埋め尽くすというものだった。國煒は自ら顧客となるキティファンの消費者心理を研究し、機内のトイレットペーパーから機内食の食器、乗務員の制服、買い物袋に至るまでキティ尽くしにする結論に至った。
男性ビジネス客が主力だったことから、父の榮發を含めて社内では効果を疑問視する声もあったが、女性客の増加だけではなく娘や女性パートナーへのプレゼントとして購入する男性客も多く、狙いは的中した形となった。キティジェットの欧州乗り入れに際しては、月額300-400万ニュー台湾ドルの費用を投じてパリ近郊のラ・デファンスに機体を描いた幅60メートル超の巨大な看板広告を設置している。
その後もHTC創業者王雪紅に直談判し、国内最大手通信事業者の中華電信の協力も得て「HTC Butterfly S Hello Kitty limited edition」の製品化を実現した。
エバーとサンリオのコラボレーションは2005年から2008年までと2011年以降の延べ5年で搭乗率が10%向上し、機内販売の売上高も成長率20%を記録した。
董事長就任後のキティジェット2期目は、それまでのラッピングから直接塗装に切り替えたが、これも國煒の「美観上コストが3倍になってもやるべき」という考えに基づくものだった。
また、自社のハロー・キティラッピングを自国内他業種でも展開すべくサンリオと台湾鉄路管理局の交渉を仲介した。退任騒動直後にもかかわらず、2016年3月のキティ仕様太魯閣号出発式のテープカットにも参列していることから、エバー内部でのサンリオ・プロジェクトがいかに國煒および鄭傳義主導で進行していたかを物語っている。

### 星宇航空の命名
『星宇』の命名については、「航海士時代の父榮發と貨物船に同乗した際に、榮發がGPSもなしに星空の目視だけでを舵取りしていたことへの尊敬の念」や、自身がパイロットとして航空機操縦中は星空を仰ぎ見ることが多かった思い出を込めての『星』と、地球を飛び出してブランドが宇宙のように無限に広がる希望を込めての『宇』を組み合わせたという。『Starlux』の英語表記についても、将来的に台湾の航空業界で確固たるブランドを築くという自社の野望を表している。
また、星宇ロゴの傾斜したS字と星印もエバーのロゴを彷彿させるもので、エバーを興した父への敬意を表するものとしている。

### 古巣エバーへの意識
競争相手でライバルともなる古巣に対して経営面では言葉少なだが、エバーが騒動を繰り返していることについてはパイロット出身の國煒らしく、安全面から辛口評価をする事例が目立っている。
董事長退任後の2016年9月27日、台風の最中に多くの便を欠航させずフライトを強行したものの、結局引き返す羽目になり台湾桃園国際空港に戻る予定の10便が他の空港へ避難着陸するダイバートとなったことについて「エバーは（自身が率いていた）以前と変わってしまった。安全を大事にしてほしい。」と知人に漏らしている。
業界では有名な「波音粉（熱烈なボーイングのファン）」と知られていた國煒が星宇では一転エアバスA350やA321を調達したことについて、台湾のインターネットではボーイング機の経験豊富な古巣エバーに整備をさせたくなかったからなどと噂されたが、本人は「以前は確かにエアバス機よりもボーイングのほうが好きだったし、星宇でもボーイング787をエアバス機と比較したが、長距離路線では登場から10年近く経ったB787よりも、最新技術が盛り込まれ燃費も向上したA350のほうが効率的と考えてのこと。」と私怨説を一蹴している。
2019年3月21日、エバー乗務員が飲酒後にアルコール基準値を超過したまま勤務していたことが発覚、國煒は、社の管理体制の低下を嘆く文章を自身のFacebookに投稿した。
2019年7月、エバーの約3週間にわたるストライキが収束局面を迎えた際には、労働者側に理解を示しつつも。航空会社の社会的責任の面から早期収束を図れなかったことについての懐疑的な見方と自社への反面教師とする考えを示した。

### 註釈
1. ↑  星宇董事長と兼任。
2. ↑  これは鴻海精密工業創業者の郭台銘（ラテン字はKuo Tai-ming）と同じ
3. ↑  漏氣（拼音: Lòu qì）と同字の台湾語(lāu khì)は華語の「丟臉」に相当する語句
4. ↑  榮發前妻の長女（故人）18%を娘婿が[52]、追放された四男國煒が保有分10.86%を譲渡[52]。
5. ↑  2015年に死去した榮發の前妻が寄贈[52]
6. ↑  就航前の2019年にも、同業のファーイースタン航空が倒産した際、同社が運航していた国内離島路線、中台両岸路線への就航が囁かれたが、会社の方向性の違いから否定している。
7. ↑  N888YFのYFは榮發のラテン字表記Yung-Faに由来。